# Kein wahrer Schotte
„Kein wahrer Schotte“ (englisch no true scotsman) ist ein Ausdruck, der von Antony Flew in seinem 1975 erschienenen Buch Thinking About Thinking geprägt wurde. Damit wird eine Argumentationsform bezeichnet, mit der eine Aussage über eine Gruppe gegen ein Gegenbeispiel immunisiert wird, indem es dieses nachträglich als „atypisch“ oder uneigentlichen Vertreter aus der Gruppe ausschließt, sodass es die behauptete Regel, die nur „wahre“ Vertreter diese Gruppe beträfe, nicht widerlege. Der Ausdruck selbst geht auf das einführende Beispiel von Flew zurück.
Argument: „Kein Schotte streut Zucker auf seinen Haferbrei.“
Antwort: „Aber mein Onkel Angus ist Schotte, und er streut sehr wohl Zucker auf seinen Haferbrei.“
Widerlegung: „Kein wahrer Schotte streut Zucker auf seinen Haferbrei!“
Diese Form der Argumentation führt zu einem Trugschluss, da die Menge, die in der Voraussetzung zugrunde gelegt wurde (hier Schotten), in der Schlussfolgerung (hier wahre Schotten) neu definiert wird (hier als Teilmenge). Dabei wird ausgenutzt, dass sich die Argumentationsparteien zuvor nicht auf eine eindeutige Definition (egal, ob gesellschaftlich, legislativ oder wissenschaftlich verankert) für das Subjekt der These (Schotten) geeinigt haben. Das führt zu dem Trugschluss, dass das angebrachte Gegenbeispiel nur scheinbar oder „uneigentlich“ unter den Subjektbegriff falle.
Insbesondere Vertreter von Religionen begehen diesen Trugschluss, indem sie sagen, dass kein wahrer Angehöriger ihrer Religion etwas Bestimmtes tun würde. Laut Flew gibt es aber so viele unterschiedliche Interpretationen einer Religion, dass das Verhalten eine geringe Bedeutung hat. Wenn es keine akzeptierte Definition des Subjekts gibt, sollte das anfängliche Argument als die Definition für die Diskussion akzeptiert werden.
Diese rhetorische Figur kann eine Rolle in politischen Debatten spielen, indem z. B. bei internen Debatten vom Parteikonsens abweichende Meinungen zurückgewiesen werden mit dem Argument „Kein ‚wahres‘ Mitglied unserer Partei würde diesen Punkt vertreten.“ In diesem Fall wird zugleich Druck gegen die übrigen Parteimitglieder aufgebaut („Die abweichende Meinung ist ein Bekenntnis gegen die Partei und führt zum Ausschluss“).